# Zbigniew Koniusz
Zbigniew Adam Koniusz (ur. 3 października 1964 w Pińczowie) – polski lekarz pediatra i samorządowiec, doktor nauk medycznych, w latach 2019–2023 wojewoda świętokrzyski.

## Życiorys
Ukończył studia lekarskie na Akademii Medycznej w Białymstoku. W 1994 na tej samej uczelni uzyskał stopień doktora nauk medycznych na podstawie pracy pt. Katabolizm glikokoniugatów szczurów narażonych na kadm i ołów. Odbył też podyplomowe studia z zakresu zarządzania w służbie zdrowia. Specjalista w zakresie pediatrii. Przez kilkanaście lat był kierownikiem Świętokrzyskiego Centrum Ratownictwa Medycznego i Transportu Sanitarnego w Pińczowie, a także zajmował kierownicze stanowiska w placówkach służby zdrowia. Był też lekarzem koordynatorem w Wydziale Bezpieczeństwa i Zarządzania Kryzysowego Świętokrzyskiego Urzędu Wojewódzkiego.
Jako samorządowiec związany z Prawem i Sprawiedliwością. W 2002 po raz pierwszy wybrany do rady powiatu pińczowskiego, reelekcję uzyskiwał w 2006, 2010, 2014 i 2018. Zajmował stanowisko przewodniczącego komisji zdrowia w radzie powiatu. Był też kandydatem PiS w wyborach do Sejmu w 2015, 2019 i 2023. Inicjator Świętokrzyskiego Rajdu Ratownictwa Medycznego.
12 listopada 2019 premier Mateusz Morawiecki powołał go na urząd wojewody świętokrzyskiego. Stanowisko to zajmował do grudnia 2023. W 2024 ponownie uzyskał mandat radnego powiatu.

## Odznaczenia
- Srebrny Krzyż Zasługi (2018)[11]
- Odznaka Honorowa Województwa Świętokrzyskiego (2024)[12]

## Życie prywatne
Jest żonaty, ma czwórkę dzieci.